# 杉豊
杉 豊（すぎ ゆたか、1905年12月1日 - 1981年7月19日 ）は、日本の経営者。日本光学工業（のちのニコン）社長を務めた。

## 来歴・人物
東京都出身。1929年に東京帝国大学工学部造兵科を卒業し、同年に日本光学工業に入社。1949年7月に取締役に就任し、1961年5月に常務を経て、1969年5月に社長に就任。1973年4月に会長に就任。
1976年4月に勲三等旭日中綬章を受章。
1981年7月19日肝不全により、死去。75歳没。